# Wiljon Vaandrager
Wiljon Vaandrager est une rameuse néerlandaise née le 27 août 1957 à Brummen. 

## Palmarès
- Jeux olympiques d'été de 1984 à Los Angeles
  -  Médaille de bronze en huit[1].